# مجنونة بيك (مسلسل)
مجنونة بيك هو دراما غنائية استعراضية مصرية مقتبسة عن المسلسل الأجنبي حبيبة سابقة مجنونة (Crazy Ex-Girlfriend)، أنتجت النسخة المصرية في 15 حلقة، من إخراج جو بو عيد وبطولة مريم الخشت، أمير المصري، آدم الشرقاوي، وعُرض في 6 أكتوبر 2022 على منصة شاهد.

## قصة العمل
يتناول المسلسل قصة فتاة تعاني من اضطرابات نفسية صعبة تجعلها تتخذ قرارات تظن أنها ستجلب لها السعادة كل ذلك في قالب درامي غنائي.

## طاقم العمل
- مريم الخشت بدور رندا
- أمير المصري بدور عمرو
- آدم الشرقاوي بدور علي
- إنجي كيوان بدور هادية
- فيدرا بدور والدة رندا
- هبة الدسوقي بدور ريهام
- محمد رجائي بدور بهجت
- مراد مكرم بدور منتصر
- إنتصار بدور بثينة

## وصلات خارجية
- مجنونة بيك على موقع قاعدة بيانات الأفلام العربية